# Кремлёвский концерт
«Кремлёвский концерт» — сатирическо-пародийная телепрограмма. Транслировалась с 17 ноября 2002 по 27 апреля 2003 года на телеканале ТВС. Вышел 21 выпуск. Продукция компании Pilot TV. Программа длилась 15 минут и шла по воскресеньям после программы «Итоги» с повтором в понедельник утром. Вся программа выполнена при помощи компьютерной анимации.

## Концепция программы
Концепция программы: политики России и мира комментируют события недели в качестве концерта в Кремле. Волошин — конферансье, который говорит фонограммным голосом, напоминающим голос конферансье из «Необыкновенного концерта», а за кулисами начинает говорить заикающимся голосом. Все участники поют известные русские и зарубежные песни с новыми словами. Путин при этом сам участвует в каждом выпуске и как зритель в царской ложе, и как певец.
Почти каждая программа имеет свой цикл, и на эту тему или в этот стиль ставятся номера, например, в день конституции, на 8 марта или 1 апреля.
Программу можно считать «бабушкой», завоевавшей популярность программы «Мульт личности» на Первом канале.

## Хроника программы
Первый выпуск вышел в эфир 17 ноября 2002 года и не имел общей темы. В нём пели про нового спикера Госдумы и руководителя собственной партии Геннадия Селезнева, о безопасности России и в конце Владимир Путин выступал на матах (намёк на дзюдо) и делал «Гимнастику».
В 13 выпуске, посвящённом таблице Менделеева, впервые был перерыв на рекламу.
Последний 21 выпуск вышел в эфир 27 апреля 2003 года и затрагивал темы автопрома и бюджета России, параллельно Зюганов подготавливался к первомайской демонстрации крича «Долой антинародный режим!», при этом закусывал яйцами, которые он заразил, и каждый кто их ел повторял эту фразу.

## Спародированные персонажи
За все выпуски пародировали следующих личностей (в порядке первого появления):
- Михаил Касьянов
- Владимир Путин
- Александр Волошин
- Александр Лукашенко
- Геннадий Селезнёв
- Геннадий Зюганов
- Владимир Жириновский
- Джордж Буш
- Сергей Миронов
- Сергей Иванов
- Юрий Лужков
- Борис Немцов
- Анатолий Чубайс
- Григорий Явлинский
- Джордж Буш, старший
- Борис Ельцин
- Борис Грызлов
- Игорь Кириллов (в спецвыпуске на Новый Год, когда программу сделали в стиле Голубого Огонька).
- Владимир Гусинский
- Борис Березовский
- Виктор Черномырдин
- Сергей Шойгу
- Сергей Кириенко
- Эдуард Шеварнадзе
- Жак Ширак
- Михаил Горбачёв
- Леонид Кучма
- Евгений Примаков

## Заставка
В начале видны куранты, которые издают три звонка и меняются изображением мавзолея, Большого театра и Останкинской телебашни. После этого звучит Канкан и виден звенячий, который звучит в такт музыке. Потом виден танцующий кремль и ёлки рядом с ним. От колокола отламывается кусок и из шаров, которые рядом, появляются пушки. Далее появляется танцующий мавзолей, его отталкивает Большой театр, колонны которого танцуют канкан. За театром появляется Останкинская телебашня и «шапито». Видно, что Кремль — это занавес, он отодвигается и на этом месте появляются театральные ложи. К кремлёвской звезде прибавляются гирлянды, «шапито» опускается и лошади на Большом театре издают свои звуки. Пушки взрываются и на шапито появляются слова «Кремлёвский концерт».

## Дополнительная информация
Вступительная мелодия: Jacques Offenbach — Can-Can.
В некоторых выпусках есть намёки на известные фильмы, как «Бриллиантовая рука», «Гарри Поттер», «Звёздные войны» и т. д.
В некоторых выпусках находятся намёки на другие программы студии Pilot TV, такие как «Тушите свет», «Чердачок Фруттис», «Десять лет, которые потрясли нас» и т. д.